# 圓融院
圓融院（日语：／ Enyuin，1549年—？），日本战国时代的女性，父亲为三浦能登守，本名有多种说法。本为美作国高田城主三浦貞勝之妻，三浦貞勝被三村家親攻打而自尽之后，携年幼的儿子三浦桃寿丸改嫁备前国人宇喜多直家，为其生下了宇喜多秀家与容光院（吉川广家之妻）。一说在直家死後因貌美被豐臣秀吉納為妾。卒年不详，多认为是文禄三年（1594年）。

## 名字
从确切的史料可以得知她的尊称“大方殿”和院号“圆融院”。至于本名则有“阿鲜”、“阿福”、“太万”等各种说法，其中可能性最大的是“阿福”。

## 生年
对圆融院的生年，史学界一直以来都有很多种看法。现在的主流说法认为圆融院的生年大致为天文十八年（1549年）。